# Aidhausen
Aidhausen là một đô thị ở Haßberge bang Bavaria thuộc nước Đức.